# Rafael Fernández (hiszpański piłkarz)
Rafael Fernández Martínez (ur. 5 maja 1989 w Águilas) – hiszpański piłkarz występujący na pozycji napastnika w Lorce.